# 注意報
注意報（ちゅういほう）とは、強風、大雨、大雪などの災害が起こるおそれがある場合に、気象庁（各気象台）が注意喚起のために発表する予報である。一般に発表される注意報のうち、気象に関するものは16種ある。強風、風雪、大雨、大雪、高潮、波浪の6種は上位に警報および特別警報があり、洪水は上位に警報のみがある。雷、乾燥、濃霧、霜、なだれ、低温、着雪、着氷、融雪の9種は注意報のみである。
本項目では、一般利用のための注意報のほか、気象業務法が規定する注意全般、特定用途のための注意報を解説する。津波注意報の詳細はその項目を参照。

## 定義と区分
| 名称                                                  | 名称   | 名称     | 定義                                                                                         | 準拠法規  |
| ----------------------------------------------------- | ------ | -------- | -------------------------------------------------------------------------------------------- | --------- |
| 予報                                                  | 予報   | 予報     | 観測の成果に基く現象の予想の発表                                                             | 法2条6項  |
|                                                       | 注意報 | 注意報   | 災害の起こるおそれがある旨を注意して行う予報                                                 | 施行令4条 |
|                                                       | 警報   | 警報     | 重大な災害の起こるおそれがある旨を警告して行う予報                                           | 法2条7項  |
|                                                       |        | 特別警報 | 予想される現象が特に異常であるため重大な災害の起こるおそれが著しく大きい旨を警告して行う警報 | 法13条の2 |
| 注:「法」は気象業務法、「施行令」は気象業務法施行令。 |        |          |                                                                                              |           |

日本における気象業務を定める気象業務法には、気象庁が気象、地象、海象の予報や警報を行う責務を負うことが規定されており、同法と関連する規定ではその種類および、伝達や周知などについて定められている。警報の定義は気象業務法に明記されているが、「注意報」は気象業務法施行令の中に”予報及び警報”の区分として「災害が起こるおそれがある場合に、その旨を注意して行う予報」と定義されている。
注意報には、一般利用のための注意報と特定用途（水防活動）のための注意報がある。
注意報の表題のうち、上位に警報がある表題は気象業務法施行令と気象庁予報警報規定にまたがって定められ、またいくつかの注意報は実務上独立して発表せず他の注意報に含められている。一般向けの注意報は施行令に9つ定められているが、予報警報規定にはそれを組み替えた10種類の注意報が定められ、そのうち3つは地震・火山・津波に対するもの。また予報警報規定には雷、霜等の現象名を冠した気象注意報とあり、これは具体的には気象庁の運用により定められている。従って一般利用のための気象に関する気象注意報は16種類あり、上位に警報がある表題は強風、風雪、大雨、大雪、高潮、波浪、洪水の7種類、上位に警報がない表題は雷、乾燥、濃霧、霜、なだれ、低温、着雪、着氷、融雪の9種類である（2022年時点）。
| 一般の利用に適合する注意報（施行令第4条）（実際に発表される警報とは異なる） | |
| 種類                                                                        | 説明 |
| 気象注意報                                                                  | 風雨、風雪、強風、大雨、大雪等による災害の注意喚起。実際には現象名を冠した、暴風、暴風雪、大雨、大雪の4種類および雷、霜等に区分（予報警報規定第11条）。                                                                                                |
| 地震動注意報                                                                | 地震動による災害の注意喚起。発生した断層運動に限る。緊急地震速報を参照。現在の予想精度では、予報レベルと警報レベルの区別が限界であり、中間段階を画し難いため、実際には注意報相当の表題は運用されていない。                                             |
| 火山現象注意報                                                              | 噴火、降灰などによる災害の注意喚起。噴火警報、噴火警戒レベル、降灰予報、火山ガス予報を参照。火山現象による災害においては、注意報に相当する程度というものを画し難いため、災害のおそれがあれば即警報となり、実際には注意報相当の表題は運用されていない。 |
| 土砂崩れ注意報                                                              | 大雨、大雪等に伴う山崩れ、地滑り等による災害の注意喚起。実際には大雨注意報、なだれ注意報、融雪注意報にそれぞれ含められる。(令和5年11月30日地面現象注意報から名称変更)                                                                                  |
| 津波注意報                                                                  | 津波による災害の注意喚起。 |
| 高潮注意報                                                                  | 台風などによる海面の異常な上昇（高潮）の有無と程度に関する一般への注意喚起。 |
| 波浪注意報                                                                  | 風浪やうねりによる災害の注意喚起。 |
| 浸水注意報                                                                  | 浸水による災害の注意喚起。実際には大雨注意報、融雪注意報にそれぞれ含められる。 |
| 洪水注意報                                                                  | 洪水による災害の注意喚起。 |

落雷はときに命にかかわる事故につながるが、雷警報はない。雷雲の広がりに対してピンポイントに発生し、場所・時間・規模を精度よく予測できないことなどが理由とされる。ただし、発雷のポテンシャル（可能性の大小）の予測は可能となってきていて、活動度の強弱として地図上に示す雷ナウキャストの提供は行われている。
なお、竜巻注意報は存在しない。誤解する人が多いが、正しくは竜巻注意情報である。かつて存在した高温注意情報も同様。
警報との区別は、災害のリスクの大きさや緊急対応の要否などによる。注意報のうち、警報と同じ現象を対象とするものは、警報の先触れとして、あるいは警報の対象となっている地域に準ずる災害の発生が予想されることについて特に注意を喚起するために、周辺地域の警報と同時かつ一体的に発表されることが多い。
水防活動向けの注意報は同じく警報とともに気象業務法及び水防法が定めるもので、気象庁が単独または河川管理者（国土交通省または都道府県）との協定により指定した河川について共同で発表する。この区分として施行令に4種類定められているが、予報警報規定により一般向けの各注意報を以って代用されている。洪水注意報・警報は、主に一級河川において別途発表される指定河川洪水予報と連動しており、それ以外の中小河川では、河川ごとに洪水予報を個別に発表することが難しいためその地域の洪水注意報・警報を以って代用する。
| 水防活動の利用に適合する注意報（施行令第6条）（実際に発表される注意報とは異なる） |                                                                                                  |
| 種類                                                                              | 説明                                                                                             |
| 水防活動用気象注意報                                                              | 風雨、大雨による水害の注意喚起。大雨注意報により代用される（予報警報規定第16条、以下同じ）。     |
| 水防活動用津波注意報                                                              | 津波による災害の注意喚起。津波注意報により代用される。                                           |
| 水防活動用高潮注意報                                                              | 台風などによる海面の異常な上昇（高潮）の有無と程度に関する注意喚起。高潮注意報により代用される。 |
| 水防活動用洪水注意報                                                              | 洪水による災害の注意喚起。洪水注意報により代用される。                                           |

また、地震・火山が2007年の法改正から予報・警報の対象に加わり緊急地震速報および噴火警報が警報に位置付けられているが、注意報相当はないものとして運用されている（2022年時点）。

## 一般に発表される注意報
2022年時点。
| 種類 | 説明 | 警報等の有無 ※1 | 警報等の有無 ※1 | 警報等の有無 ※1 |
| 種類 | 説明 | 特              | 警              | 早              |
| 気象災害 | 気象災害 | 気象災害        | 気象災害        | 気象災害        |
| --- | --- | --------------- | --------------- | --------------- |
| 強風注意報 | 強風による災害の注意喚起。風速10m/s前後を基準としている地域が多い。 | ○               | ○               | ○               |
| 風雪注意報 | 雪を伴った強風による災害の注意喚起。雪を伴うことによる視程障害への注意喚起も内容に含まれる。風速10m/s前後を基準としている地域が多い。 ※2 | ○               | ○               | (○)             |
| 大雨注意報 | 大雨による、がけ崩れ、土石流、地滑りなどの土砂災害や、低い土地の浸水・冠水、下水道の溢水などの災害の注意喚起。表題に「土砂災害」か「浸水害」のどちらか、あるいはその両方が括弧書きで付記される。直近の雨が地中に残り土砂災害の危険性が続いているときなどは雨がやんでもしばらく解除されない。 大雨警戒レベル2。 | ○               | ○               | ○               |
| 大雪注意報 | 大雪による建物被害や交通障害などの災害の注意喚起。 | ○               | ○               | ○               |
| 高潮注意報 | 台風や低気圧などによる海面水位の異常な上昇（高潮や異常潮位）が引き起こす、海岸付近の低い土地の浸水災害の注意喚起。 高潮警戒レベル2または3相当。※3 | ○               | ○               | ○               |
| 波浪注意報 | 風浪やうねりなどの高い波による災害の注意喚起。 | ○               | ○               | ○               |
| 洪水注意報 | 大雨や長期間の雨、融雪による、河川の増水、堤防やダムが破堤損壊・溢水（氾濫）し低い土地にあふれ出す洪水災害の注意喚起。予報区内にある河川を包括的に対象として発表される。なお大きな河川では、連動して指定河川洪水注意報が発表される。 警戒レベル2。                                                             | ×               | ○               | ×               |
| 濃霧注意報 | 濃い霧による、視界が悪化し交通機関に著しい影響が生じるなどの災害の注意喚起。 | ×               | ×               | ×               |
| 雷注意報 | 積乱雲の発達に伴い発生する落雷および、急な強い雨、これに伴うひょうや突風などによる災害の注意喚起。なお雷注意報発表中に、竜巻・ダウンバースト・ガストフロントなどの突風の発生が予想される場合は、「竜巻注意情報」（気象情報）を発表する。                                                                       | ×               | ×               | ×               |
| 乾燥注意報 | 空気の湿度が低下した乾燥状態における、火災などの災害の注意喚起。 | ×               | ×               | ×               |
| なだれ注意報 | 雪崩による災害の注意喚起。※4 | ×               | ×               | ×               |
| 着氷注意報 | 著しい着氷が生じることによる、通信線、送電線、船体への被害などの災害の注意喚起。北海道では船体への着氷を対象とする場合が多い。 | ×               | ×               | ×               |
| 着雪注意報 | 著しい着雪が生じることによる、通信線、送電線、船体への被害などの災害の注意喚起。 | ×               | ×               | ×               |
| 霜注意報 | 霜による、農作物への著しい被害などの災害の注意喚起。春季の晩霜・秋季の早霜を対象とし、恒常的に霜が降りる冬季には発表されない。 | ×               | ×               | ×               |
| 低温注意報 | 低温による、農作物への著しい被害や、冬季の水道管凍結・破裂による災害の注意喚起。 | ×               | ×               | ×               |
| 融雪注意報 | 融雪による浸水や土砂災害などの災害の注意喚起。 | ×               | ×               | ×               |
| ※1 特:特別警報、警:警報、早:早期注意情報（警報級の可能性）。なお、風雪の警報は「暴風雪警報」、強風の警報は「暴風警報」。暴風雪の早期注意情報は暴風に含められる。 ※2 風雪注意報には強風注意報の注意事項が含まれる。 ※3 高潮注意報のうち警報に切り替える可能性が高いものは警戒レベル3相当、そうでないものは警戒レベル2。 ※4 「なだれ注意報」は雪崩と漢字表記されることもあるが、ひらがなが正式な表記。 | |                 |                 |                 |

| 種類       | 説明                                       | 特別警報・警報の有無 |
| 津波災害   | 津波災害                                   | 津波災害             |
| ---------- | ------------------------------------------ | -------------------- |
| 津波注意報 | 津波による災害の注意喚起。津波予報も参照。 | 大津波警報 津波警報  |

## 対象区域と発表機関
注意報・警報の対象区域の区分は2010年5月から、原則として市町村を単位として、一部では市町村内を分割して設定された区域、また東京23区は各特別区を単位としている。予報区としては府県予報区やそれを分割した一次・二次細分区域が定められている（気象庁 「警報・注意報や天気予報の発表区域」参照）。
なお、東京都小笠原村は長らく注意報の対象ではなかったが、人が居住している父島・母島とその周辺海域に限り2008年3月26日から開始されている。
注意報・警報は、担当気象官署である地方気象台（一部は測候所が分担）・管区気象台が発表する。

## 基準
具体的な単位時間当たりの降水量、風速などの気象要素、それらの複合指標を数値化して予め基準を定めている。地理的な特性、過去の災害事例や観測値などが考慮され、地域により差がある。概ね類似した基準だが、大雨や洪水、高潮などは市町村等ごとに土壌雨量指数や潮位などが細かく設定されている。着氷、着雪、霜、低温などは主に府県予報区ごとに異なる。過去に何度か全面的に改正されており、2010年5月からは大雨注意報で土壌雨量指数、洪水注意報で流域雨量指数という複合指標をそれぞれ導入している。
なお、直前に地震（おおむね震度5強以上）および豪雨災害があったなどの状況に応じて、基準が引き下げられる場合がある。

## 伝達
警報については気象業務法第15条により関係機関への通知が義務付けられているが、注意報は規定されていない。ただし、警報に準じて扱われる。
注意報は警報とは異なり、気象庁以外の者が行うことを気象業務法は禁止していないものの、防災上重要であることから、予報を認可されている許可事業者であってもそれと混同するような名称の情報を発表することはふさわしくないと考えられている。

## 注意報の補足
注意報を発表中あるいは発表前の段階から、警報を発表するような気象が予想される場合には早期注意情報（警報級の可能性）が発表される。主に当日夜や翌日、最大で5日後まで。タイムラインも参照。
注意報・警報の構成では発表文（注意警戒事項）とともに「今後の推移」の発表も2017年出水期から行われている。今後の危険度を、3時間ごと時系列表の形で、雨量・風速・波高などの値を 注意報級・警報級などの色分けと共に示す。雷や濃霧などの注意継続期間も示される。概ね翌日までの予測期間以後は「以後も注意報級」などと示される場合もあり、また予測の確かさが低い雷雨などでは、ある時間以降は灰色で不確定であることが示される場合もある。
警報と同様に危険度分布が利用でき、5段階のうち下から2段階目の黄色が「注意」（警戒レベル2）相当の分布を示す。

## 歴史
1883年（明治16年）から日本の気象当局（当時は中央気象台）が発表していた警報類は「暴風警報」のみであったが、1935年（昭和10年）7月15日からその下位に「気象特報」を新設、それまでの「暴風警報」は「特に重大な災害のとき」に発表することとされ、2段階となった。発表回数が増えると効果が低くなってしまうことが理由で、背景には前年9月の室戸台風により甚大な被害が発生したことがあった。太平洋戦争時の気象管制を経て、1952年（昭和27年）の気象業務法施行後に「気象特報」は現在の「気象注意報」に改称され、運輸省告示の気象庁予報警報規程にその種類が定められた。
- 1935年（昭和10年）7月15日 - 暴風警報の下位に気象特報を設ける。気象特報 は「風雨、風雪、大雨、大雪、その他特に注意を要する気象上の異常現象の起こらんとするとき」[24][27][注 12]。
- 1950年（昭和25年） - 運輸省告示の気象予報規程およびその実施要領により、気象特報の種類として風雨、風雪、強風、大雨、大雪のほか、濃霧、高潮、霜、雷雨、なだれなどを規定[28][29]。
- 1952年（昭和27年）12月27日 - 気象業務法施行。翌1953年に運輸省告示の気象庁予報警報規程を制定。注意報は「災害の起こるおそれがある旨を注意して行う予報」と規定された[24][25]。
- 1988年（昭和63年)4月1日 - 雨を伴う可能性のある強風に対して発表されていた風雨注意報を廃止（暴風雨警報も廃止）し、既存の強風注意報と大雨注意報に分離。また、冬の雷雪にも違和感がないよう、雷雨注意報を雷注意報に、限られた極端な現象を意味する「異常」が実態とかけ離れていることから、異常低温注意報を低温注意報に、異常乾燥注意報を乾燥注意報にそれぞれ名称変更[30]。

## 日本以外の事例
日本以外の気象当局でも警報類に階級を設けていて、概念は同じではないが、日本の気象庁の「注意報」に相当する主なものとして以下が挙げられる。
- アメリカ合衆国 -"Advisory"：現象が発生しているときで、"Warning"（警報に相当）ほど重要な状況ではないが、まだ現れていないが大きな影響が生じる場合、生命や財産を脅かす事態に発展する可能性がある場合に発表される[31]。Severe weather terminology (United States)（英語版）も参照。

「警報」「注意報」のような2区分ではなく、日本でも導入された大雨等に関する警戒レベルや噴火警戒レベルのような警戒レベルを用いている地域もある。
- 中華人民共和国 - 警報・注意報の類として、3 - 5段階の警戒レベルにより区分した「预警信号」がある。地方により異なる。注意報相当の区別は困難[32][33]。熱帶氣旋警告（中国語版）も参照。